# Château de Luttange
Le château de Luttange est un château français du département de la Moselle, faisant partie de la commune de Luttange. Il est partiellement inscrit au titre des monuments historiques depuis 1979.

## Histoire
Situé sur un point stratégique, le château de Luttange domine la vallée de la Moselle.
Le donjon, les tours Nord-Ouest, Sud-Ouest et Sud-Est datent du XIVe siècle ; le château appartient alors à la famille de Luttange. Il appartient au XVe siècle à la famille de Perpignant qui ajoute, devant le donjon, une tour ovale.
L'empereur Charles V acheta le château de Luttange pour le donner à son valet de chambre et peintre à la cour, Jean Monet, en 1539. 
Il devient ensuite la $propriété des familles d’Attel et de Cabane qui ont modifié la décoration intérieure.
Au XVIIIe siècle une façade est plaquée sur la courtine Nord et la tour Nord-Ouest est repercée ; le château est alors la propriété des familles de Cabannes et d'Attel depuis la fin du XVIe siècle. Au XIXe siècle, c'est la courtine Est qui est repercée.
Depuis 1965 le château est en cours de restauration, notamment les façades Sud et Ouest où une échauguette, un oriel et une bretèche du XVIe siècle, provenant du château de Daspich, à Florange, ont été remployés.
L'association Les Amis du château de Luttange propose des animations et manifestations événementielles,.
Les façades et toitures de la poterne ainsi que la galerie intérieure et l'escalier d'accès sont inscrits au titre des monuments historiques par arrêté du 2 novembre 1979.